# Гражданская администрация восточных земель

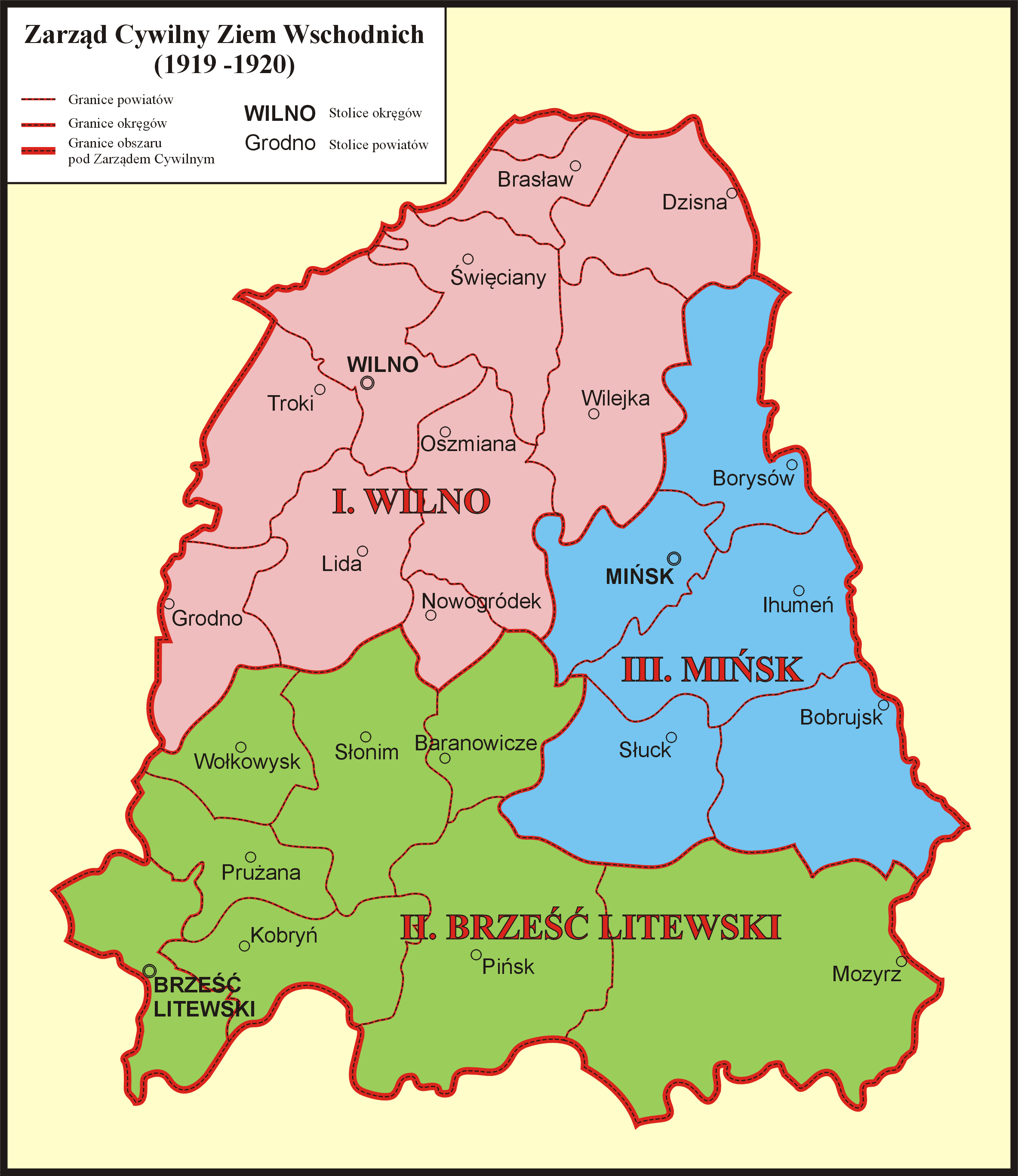
Территория Гражданского управления восточных земель (без Волынского округа)

Гражданская администрация восточных земель (пол. Zarząd Cywilny Ziem Wschodnich, ZCZW) — польская административная структура, созданная на основании декрета Временного начальника государства Юзефа Пилсудского от 19 февраля 1919 года, которая должна выполнять функции гражданской администрации на новоприсоединенных восточных землях.

## Предыстория
Вновь созданное польское государство во главе с Юзефом Пилсудским не скрывало, что стремится к воплощению идеи «объединения всех польских земель», в том числе путем поглощения «восточных кресов». Это означало распространение польских властей и на часть украинских, белорусских и литовских земель — территорий бывшей Речи Посполитой.
Весной 1919 года особо ожесточенные бои продолжались на польско-украинском фронте. В апреле сюда направлены части 100-тысячной польско-французской армии под командованием генерала Юзефа Халлера. Полякам противостояли войска Украинской Галицкой Армии (УГА) и Директории. Общее наступление польского войска, начатое в мае 1919 года, завершилось поражением УГА в Галиции. Это привело к тому, что поляки установили полный контроль над территорией Западно-украинской Народной Республики. Отступление украинских воинских частей за Збруч обнажил тылы украинских вооруженных формирований на Волыни. В середине мая польская армия развернула наступление на всем волынском фронте. Войска Директории оказывали ожесточенное сопротивление, однако уже 29 мая 1919 года в Луцк вошли передовые части 13-й Польской дивизии под командованием генерала Комицкого. Дислоцированные в Луцке украинские военные подразделения были разоружены и интернированы в лагере. В течение весны-лета 1919 года польские войска овладели Владимиром-Волынским, Ковельским и частью Луцкого уездов бывшей Волынской губернии. Там поляки начали формировать органы временной администрации. Одним из первых учреждений, представлявших польские власти на захваченных территориях, стало Гражданское управление восточных земель.

## История
Гражданская администрация восточных земель осуществляло управление достаточно обширной территорией, которая, кроме части западноукраинских земель, также охватывала территории, населенные белорусами и литовцами. Возглавлял Гражданское управление восточных земель Генеральный гражданский комиссар. Его назначал Начальник Государства по представлению главы правительства, наделяя высшей исполнительной властью на подотчетной территории. В круг полномочий Генерального комиссара входили вопросы, затрагивающие все участки гражданской жизни, за исключением военных дел. Он мог издавать временные предписания, имевшие силу закона, устанавливать предварительные размеры расходов и доходов Гражданской администрации восточны земель, осуществлять надзор за подчиненной администрацией, назначать и контролировать деятельность судей, принимать решения о выборах в органы местного самоуправления. Управление Генерального комиссара сначала находилось в Варшаве, а с октября 1919 года — в Вильнюсе. Возглавил Гражданскую администрацию, согласно решению Ю. Пилсудского, известный польский историк, профессор Людвик Колянковский. После его отставки с должности в апреле 1919 года комиссаром стал Ежи Осмоловский. Эти обязанности он выполнял до ликвидации Гражданского управления восточных земель 9 сентября 1920 года.
Структура органов власти Гражданской администрации была достаточно разветвленной. Генеральный комиссар в своей деятельности напрямую опирался на подчиненный ему Генеральный комиссариат, а также окружных комиссаров, которым, в свою очередь, подчинялись уездные и городские комиссары, а также войти в сельских гминах (волостях). Развитие административных структур администрации на местах происходило параллельно с продвижением польского войска на восток. Генеральному комиссару в статусе инспекторов подлежали специальные уполномоченные при группах войск, действовавших в Литве, Белоруссии и Волыни. Так, представителем комиссара при командовании группы польских войск на Волыни (командующий Эдвард Рыдз-Смиглый) стал Здислав Родзинкевич.
С 1 июня 1920 года приказом Верховного главнокомандующего польскими войсками от 29 мая 1920 года непосредственное наблюдение над этой структурой взяло на себя правительство Польской Республики. Гражданская администрации восточных земель фактически прекратила свое существование, когда большевики захватили эти земли летом 1920 года, хотя формально он был расформирован только 9 сентября 1920 года.

## Изменения в устройстве
- 28 мая 1919 года образован городской повет в Вильнюсе[4].
- 7 июня 1919 года образованы Брестский округ с центром в Бресте-Литовском и Виленский округ — с центром в Вильнюсе, а также Управление уездов Волыни с временным местонахождением администрации в Ковеле[5].
  - В состав Брестского округа вошли поветы Брест-Литовский, Волковысский, Пружанский, Слонимский, Кобринский и Пинский.
  - В состав Виленского округа вошли поветы Виленский, Трокский, Ошмянский, Свянцянский, Лидский, Гродненский и Новогрудский.
  - В состав Управления поветов Волыни вошли поветы Владимир-Волынский, Ковельский и Луцкий.
- 9 сентября 1919 года на месте Уездного управления Волыни был создан Волынский округ[6].
- 15 сентября 1919 года образован Минский округ, в состав которого вошли поветы Минский, Слуцкий, Бобруйский, Борисовский и Игуменский[7].
- 23 октября 1919 года к Виленскому округу присоединен Браславский повет[8].
- 6 ноября 1919 года к Виленскому округу присоединен Дисненский уезд с временным административным центром в Глубоком, а к Брестскому округу — Мозырский уезд с временным административным центром в Житковичах[9].
- 20 ноября 1919 года административный центр Волынского округа перенесен из Ковеля в Луцк[10].
- 17 января 1920 года приказом Главнокомандующего польских войск от Гражданского управления восточных земель отделено Гражданское управление земель Волыни и Подольского фронта[11].
- 9 февраля 1920 года из территорий Лепельского и Полоцкого поветов со временным центром в Кубличах создан новый Лепельский повет, вошедший в состав Минского округа[12].
- 10 апреля 1920 года к Мозырскому повету присоединена временно занятая польскими войсками часть Речицкого уезда[13].

## Силы
В 1919—1920 годах происходило становление органов государственной полиции. Главное бремя обязанностей обеспечить правопорядок на Волыни в условиях ведения военных действий возлагалось на военизированную структуру — полевую жандармерию. Она делилась на две группы — поветовую и прифронтовую. Прифронтовая жандармерия была полноценной военной единицей и действовала непосредственно в полосе военных действий. Зато поветовая жандармерия выполняла функции охраны правопорядка и общественной безопасности на правах временных правоохранительных органов. В городах Волыни летом 1919 года формируются подразделения польской коммунальной полиции, которая пришла на смену местным военизированным структурам, которые в зависимости от местных особенностей имели разные названия — народная милиция, городская милиция, гражданский сторож, народный караул и т. д. К примеру, в Луцке организация коммунальной полиции продолжалась с 21 июня по 16 июля 1919 года. Подразделения коммунальной полиции появились также в Ковеле, Владимире, Ровно, Остроге. Коммунальная полиция находилась на содержании городских магистратов. В поветах функции правоохранительных органов дальше выполняла в основном полевая жандармерия.
Важные юридические документы, регулировавшие деятельность полицейских подразделений в 1919—1920 годах, помещены в сборник нормативно-правовых актов «Dziennik Urzedowy Zarządu Cywilnego Ziem Wschodnich» (Официальный вестник Гражданского управления восточных земель).